# Lappies Labuschagné

a Compétitions nationales et continentales officielles uniquement.

b Matchs officiels uniquement.
Dernière mise à jour le 12 juillet 2024.
Pieter Hermias Cornelius Labuschagné, plus connu comme Lappies Labuschagné, né le 11 janvier 1989 à Pretoria (Afrique du Sud), est un joueur de rugby à XV international japonais d'origine sud-africaine, évoluant au poste de troisième ligne aile. Il évolue avec le club des Kubota Spears Funabashi Tokyo-Bay en League One depuis 2016.

## Carrière

### En club
Lappies Labuschagné a évolué sous les couleurs des Free State Cheetahs en Craven Week en 2007, puis avec les équipes juniors entre 2007 et 2010. Il joue également en Varsity Cup (en) (championnat universitaire sud-africain) avec les UFS Shimlas (club de l'université de l'État libre) entre 2009 et 2012.
Il commence sa carrière professionnelle avec les Free State Cheetahs en 2011 en Vodacom Cup, puis en Currie Cup la même année,.
L'année suivante, il est recruté par la franchise des Cheetahs, basés à Bloemfontein, évoluant en Super Rugby. Il fait ses débuts le 30 juin 2012 contre les Bulls. S'il joue peu lors de sa première saison (3 matchs), il effectue ensuite une saison 2013 pleine avec 16 matchs (pour 16 possibles),.
En 2015, il quitte Bloemfontein pour Pretoria, et rejoint la franchise des Bulls, ainsi que les Blue Bulls en Currie Cup,.
Après deux saisons avec les Bulls, il rejoint en 2016 le club japonais des Kubota Spears évoluant en Top League.
En 2018, il rejoint la franchise japonaise des Sunwolves, évoluant en Super Rugby. Au mois de mai 2018, il est contraint de quitter cette équipe, dont il s'était imposé comme un cadre, en raison de problèmes contractuels avec son club des Kubota Spears.
En 2022-2023, son club remporte pour la première fois le championnat national, mais Labuschagné manque les phases finales de la compétition à cause d'une blessure à la hanche,.

### En équipe nationale
Lappies Labuschagné est sélectionné en équipe d'Afrique du Sud en juin 2013 par le sélectionneur Heyneke Meyer, dans le cadre de la tournée d'été, mais ne dispute aucun match.
N'ayant jamais joué pour une sélection de son pays d'origine et ayant joué au Japon pendant au moins trois ans consécutivement, il est sélectionné avec l'équipe du Japon en juin 2019 pour disputer la Pacific Nations Cup 2019. Il est nommé capitaine de l'équipe dès sa première cape internationale, le 27 juillet 2019 contre l'équipe des Fidji à Kamaishi,.
Il est le capitaine du groupe japonais choisi par Jamie Joseph pour participer à la Coupe du monde 2019 au Japon. Il dispute les cinq rencontres de son équipe, dont le quart de finale historique contre l'Afrique du Sud. Il participe également à la Coupe du monde 2023.
Il est appelé dans le groupe japonais pour la préparation de la Coupe du monde 2023. Il est ensuite retenu dans la sélection finale pour le Mondial,. Il joue trois des quatre rencontres de son équipe, toutes comme titulaire.

## Palmarès

### En club
- Vainqueur du Championnat du Japon en 2023 avec les Kubota Spears Funabashi Tokyo-Bay.

### En équipe nationale
- Vainqueur de la Coupe des nations du Pacifique en 2019.

## Statistiques internationales
- 19 sélections avec le Japon depuis 2019.
- 10 points (2 essai).

- Participation à la Coupe du monde en 2019 (5 matchs) et 2023 (3 matchs).